# NGC 4635
NGC 4635 é uma galáxia espiral barrada (SBcd) localizada na direcção da constelação de Coma Berenices. Possui uma declinação de +19° 56' 48" e uma ascensão recta de 12 horas, 42 minutos e 38,7 segundos.
A galáxia NGC 4635 foi descoberta em 17 de Março de 1831 por John Herschel.